# Camillo Camilliani
Camillo Camilliani (Firenze, 11 aprile 1550 – Palermo, 1603) è stato uno scultore, architetto e ingegnere italiano.

## Biografia

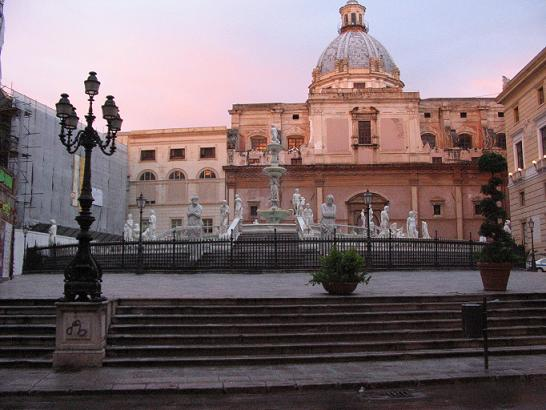
La Fontana Pretoria a Palermo.

Di lui si hanno notizie storiche certe dal 1574 quando, giunto da Firenze, insieme al fiorentino Michelangelo Naccherino diresse i lavori per il montaggio dei 644 pezzi della Fontana Pretoria di Palermo, progettata da Francesco Camilliani, padre dello stesso Camillo.  Per il rimontaggio della fontana, che era stata realizzata per un palazzo fiorentino e poi acquistata dal Senato  furono necessari riadattamenti e integrazioni che ne misero in luce la preparazione.
Nel 1577, ancora  ventisettenne, venne incaricato dal viceré Marcantonio Colonna, insieme a Giovanni Antonio Salamone per una perizia su alcuni ponti.  Ormai morto il padre, restò in Sicilia prevalentemente al servizio del governo viceregio. Ottimo disegnatore, divenne un esperto di ingegneria militare collaborando ancora con Salamone, anche come scultore. 
Nel 1583 fu incaricato predisporre una completa ricognizione delle opere di fortificazioni siciliane e soprattutto lungo le coste, allora tormentate dai corsari ottomani e dai corsari barbareschi di progettarne l'integrazione e il rafforzamento. Nel 1584 redasse un'ampia e dettagliata relazione del lungo viaggio di perlustrazione distinta in tre parti relative alla Descrittione dell'isola di Sicilia... (pubblicata nel 1877), alla Descrittione delle torri marittime del Regno..., e alla Descrittione delle marine di tutto il Regno... (manoscritti inediti nella Biblioteca comunale di Palermo).
Nel 1586, alla morte di Salamone, divenne ingegnere regio, responsabile di tutti i cantieri vicereali.
In data 11 ottobre 1592,  VI indizione, presso la chiesa locale e alla presenza del cappellano don Raffaele di Natale, fu celebrato il matrimonio tra il Magnifico Camillo Camilliani, “schetto Fiorentino” (ossia cittadino fiorentino non affiliato a casati siciliani), e la Magnifica Olimpia Pisana, vedova del defunto Balsamo. La cerimonia fu preceduta dal primo bando nuziale pubblicato lo stesso giorno, mentre i due bandi successivi furono rinviati e completati entro la stessa data, come concesso per grazia particolare. Il rito si svolse secondo le prescrizioni del Sacrosanto Concilio di Trento, che regolava la pubblicazione dei proclami e la celebrazione del matrimonio in forma canonica. L’atto fu registrato alla presenza di testimoni qualificati: don Francesco Sinaldo, maestro Pietro Ciaccio e clerico Giovanni Faylla. La celebrazione fu autorizzata per ordine dell’Illustrissimo e Reverendissimo don Francesco Bissa, con esecuzione affidata al serviente Giuseppe Rascorte di Catania. L’unione tra Camilliani — noto architetto al servizio del Regno di Sicilia — e Olimpia Pisana rappresenta un interessante punto di contatto tra l’intellettualità toscana e l’aristocrazia siciliana del tardo Cinquecento. L’identificazione di Camilliani come “schetto Fiorentino” ne ribadisce l’origine extraregionale, mentre la vedovanza della sposa rimanda a precedenti legami con famiglie del patriziato isolano. 

### Opere
Camilliani predispose un progetto organico di fortificazioni che comprendeva un sistema di torri costiere della Sicilia, analogo per certi versi a quelli che nello stesso periodo si andavano costruendo in Italia e in tutti i domini dell'impero spagnolo. Il precedente progetto di Tiburzio Spannocchi infatti si era ormai dimostrato inadeguato rispetto alle imponenti forze militari messe in campo dall'Impero ottomano. Per il progetto il Parlamento Siciliano stanziò ben 10000 scudi. 

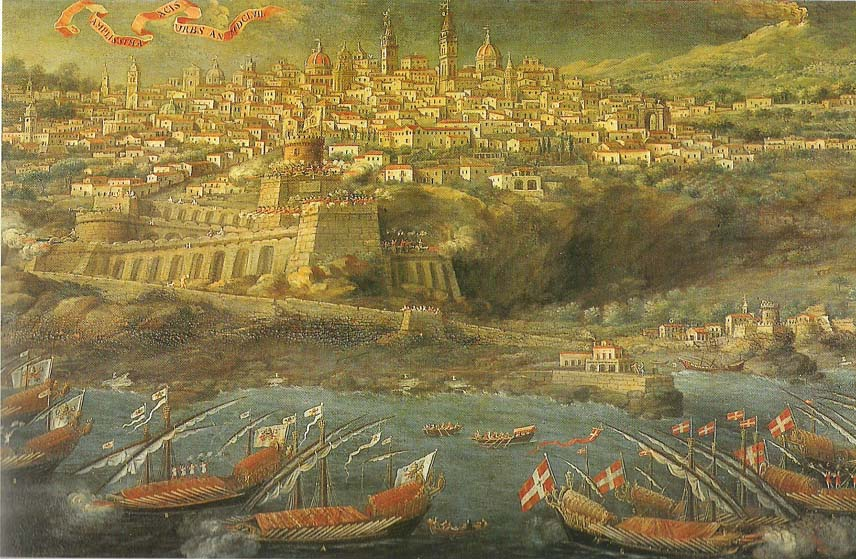
La Fortezza del Tocco (Acireale) nel 1657 in un dipinto di G. Platania.

A lui si devono i seguenti progetti:
- La Fortezza del Tocco di Acireale;
- La Torre di Manfria di Gela;
- Le torri di avvistamento di Vendicari, Capo Passero e Punta delle Formiche in provincia di Siracusa;
- Il Palazzo Baronale, compreso di fondaco e torrione, a Spadafora;
- Il castello di Roccavaldina;
- La Torre del Lauro a Caronia;
- La Torre di Fuori, posta sull'isolotto di fronte Isola delle Femmine;
- La Torre di San Giovanni, di Roccazzo e la Torre di Scopello a San Vito Lo Capo e Castellammare del Golfo;
- Il consolidamento e la ristrutturazione del Castello di Milazzo (1585);
- La Torre Salsa a Siculiana;
- La Torre di Carlo V a Porto Empedocle;
- La Torre di Monterosso a Realmonte;
- Il mastio del Castel Sant'Angelo di Licata.

A Camilliani vengono inoltre ricondotte tutte le fortificazioni realizzate alla fine del XVI secolo come la Torre di S. Anna a Capomulini, nei pressi di Acireale, quella delle Ciaule a Gliaca di Piraino e le garitte di osservazione nella costa ionica della Sicilia fra Catania ed Acireale.

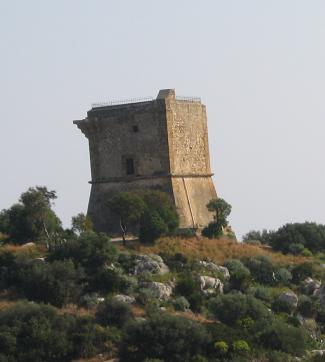
La Torre di Scopello (Castellammare del Golfo)
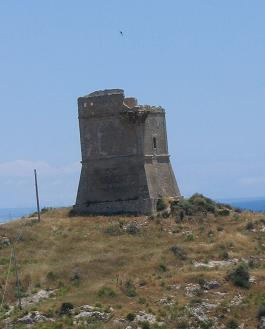
La Torre di Manfria (Gela)
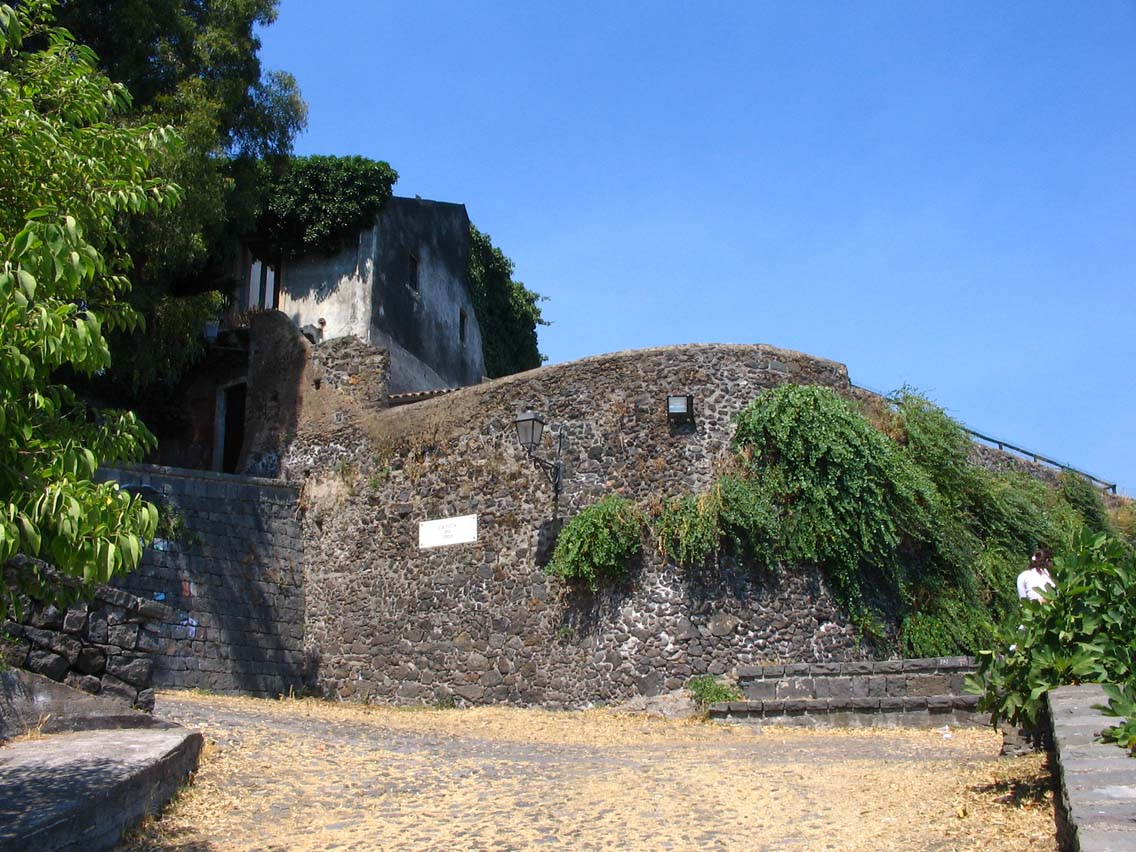
La Fortezza del Tocco (Acireale)
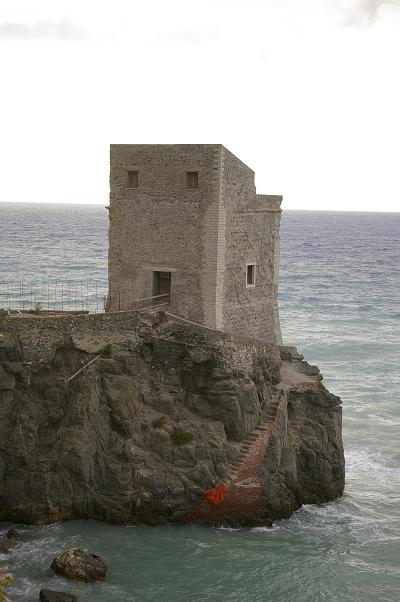
La Torre delle Ciaule (Piraino)
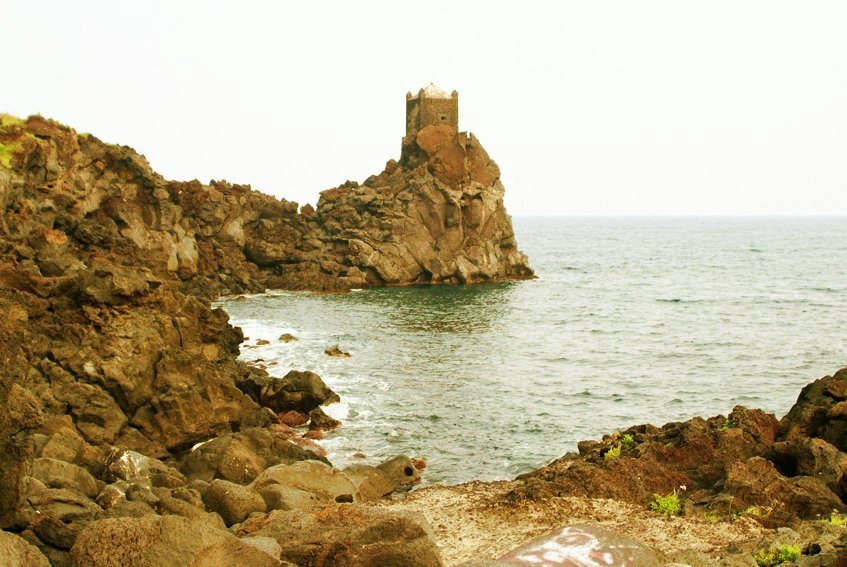
Garitta di Santa Tecla (Acireale)
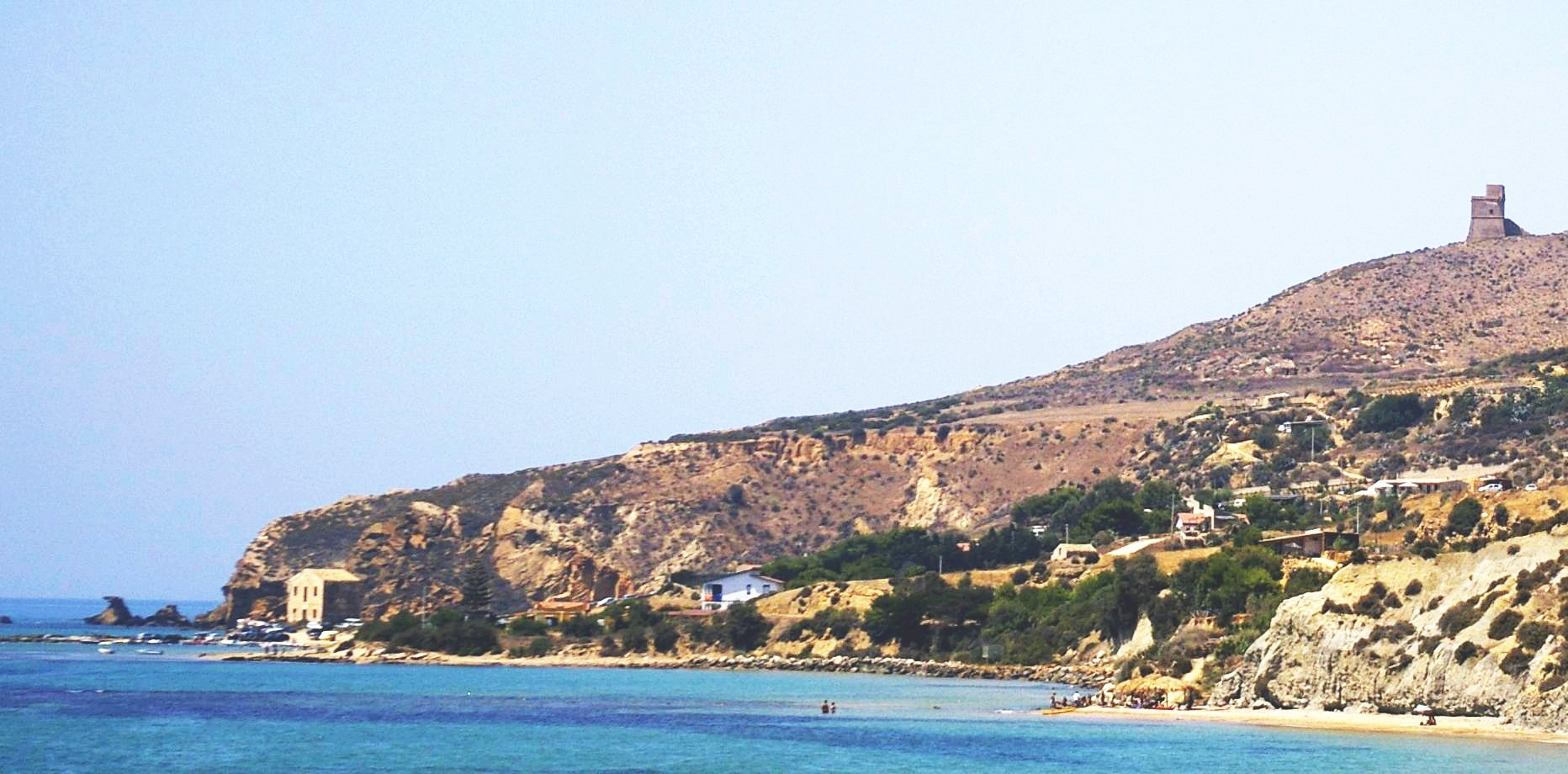
Torre di Monterosso presso Realmonte
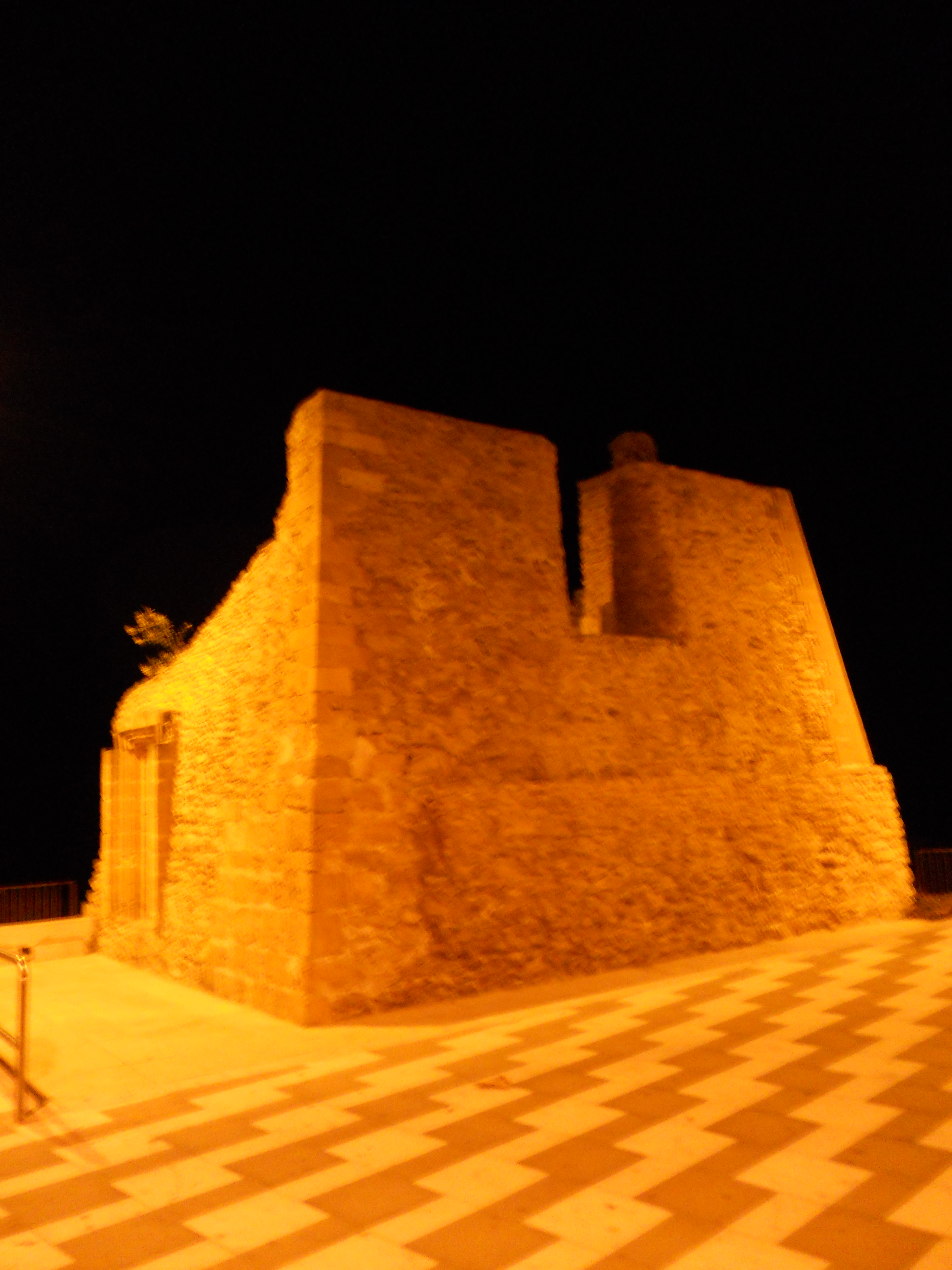
Torre di Tre Fontane (Campobello di Mazara)

#### La tecnica utilizzata
La scelta del sito delle fortificazioni dipendeva dalla possibilità di dominare un ampio spazio di mare e permettere le segnalazioni con dei fuochi fra i vari fortilizi e fra questi e le città. I torrioni erano a pianta quadrangolare, di due piani comunicanti.
Nel piano terra vi erano delle cisterne e il deposito e nel primo piano l'alloggio delle vedette. Nella terrazza invece veniva messa l'artiglieria. Il personale di vedetta era formato da tre elementi: un caporale e due soldati (i torrari ). L'accesso avveniva tramite una scala di corda, da ritirare in caso di pericolo.

### Altre opere civili
Progettò anche opere civili: 
- La facciata della chiesa di San Giovanni di Malta a Messina, in concorso con Giacomo Del Duca;
- La Fontana della Flora nella villa comunale di Caltagirone;
- È molto probabile che lavorò nel progetto della Cattedrale di Milazzo, una delle principali opere del manierismo in Sicilia, di recente restaurata e dichiarata monumento nazionale;
- La realizzazione di due acquasantiere per la Cattedrale di Catania;
- Un Glauco per il Palazzo Reale di Palermo 1580 (ora in mostra presso la Galleria Regionale Sicilia di Palermo);
- Sculture per delle chiese di Roccavaldina, su commissione della baronessa Laura Ventimiglia Valdina.